# مانرپانک
مانرپانک یا فانتزی آداب (به انگلیسی: fantasy of manners) زیرشاخه‌ای از ادبیات فانتزی است که ماهیت کمدی رفتارها را نیز دارد (اگرچه لزوماً طنز نیست). آثار این ژانر عموماً در یک محیط شهری و در محدوده یک ساختار اجتماعی نسبتاً پیچیده و سلسله‌مراتبی اتفاق می‌افتند. این اصطلاح اولین بار توسط منتقد علمی تخیلی دونالد جی. کلر در مقاله‌ای با عنوان «شیوه فانتزی» در شماره آوریل ۱۹۹۱ مجله نقد علمی تخیلی نیویورک (به انگلیسی: The New York Review of Science Fiction) به‌کار رفت.
کلر از این اصطلاح برای توصیف گروهی از نویسندگان فانتزی آمریکایی استفاده کرد که در دهه ۱۹۸۰ ظهور کردند، از جمله استیون براست، اما بول، الن کوشنر، دلیا شرمن، کارولین استورمر، و تری ویندلینگ. این نویسندگان تحت تأثیر تلویزیون، ادبیات کودکان و آثار جین آستن، جورجت هیر و دوروتی دانت قرار گرفتند. در داستان‌های تخیلی، فریتز لیبر، مانند مایکل مورکوک و ام. جان هریسون، مهم بودند. آثار آن‌ها شامل مضامین مذاکره ساختارهای اجتماعی، تغییر، اهمیت دوران کودکی، ضرورت خودشناسی و اهمیت آداب و به‌ویژه زبان بود. این تأکید به این معنا بود که گفتار شخصیت‌هایشان مهم‌تر از کردارشان بود و از گستره وسیعی از لغت استفاده می‌کردند. پس از انتشار مقاله، فانتزی آداب و رسوم مانرپانک نام‌گذاری شد.

## جستارهای‌وابسته
- فهرست ژانرها